# North Stainley with Sleningford
North Stainley with Sleningford est une paroisse civile du Yorkshire du Nord, en Angleterre.